# 埃真西鎮區 (堪薩斯州歐塞奇縣)
埃真西鎮區（英語：Agency Township）是位於美國堪薩斯州歐塞奇縣的一個行政鎮區。

## 地方資料
埃真西鎮區的面積為85.93平方千米，當中陸地面積為85.87平方千米，而水域面積為0.06平方千米。根據2010年美國人口普查的數據，當地共有人口558人，而人口密度為每平方千米6.49人。

## 外部連結
- US-Counties.com
- City-Data.com （页面存档备份，存于）